# Președintele Parlamentului European
Președintele Parlamentului European conduce Lucrările Parlamentului și are rolul de reprezentant al acestei instituții. Mandatul președintelui este de doi ani și jumătate (o jumătate de legislatură) și poate fi reînnoit. De asemenea, reprezintă Parlamentul în cadrul UE și la nivel internațional. Semnătura președintelui este necesară pentru adoptarea majorității legilor UE și a bugetului UE.
Președinții îndeplinesc mandate de 2,5 ani, în mod normal împărțite între cele două partide politice majore. Au existat 30 de președinți de la înființarea Parlamentului în 1952, dintre care 17 au funcționat de la primele alegeri parlamentare din 1979. Doi președinți au fost femei și majoritatea au venit din statele membre mai vechi. Actuala președintă este Roberta Metsola din Malta.

## Lista președinților Parlamentului European

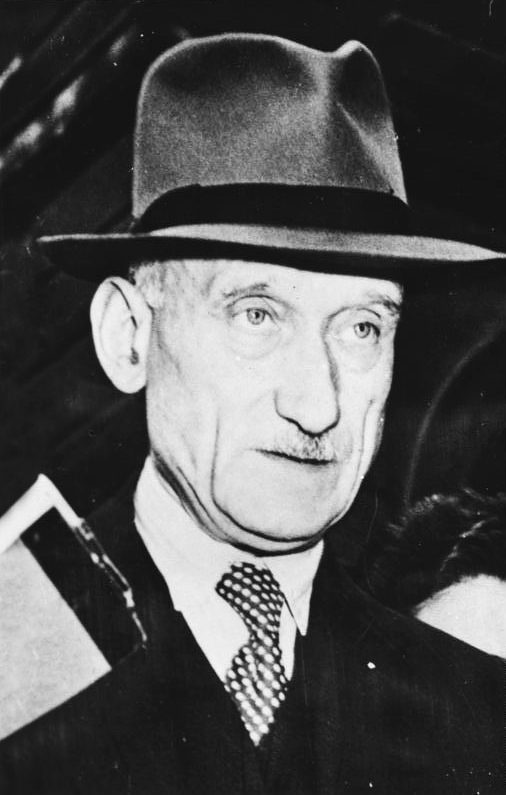
Robert Schuman (1958-1960), primul președinte al Adunării Parlamentare

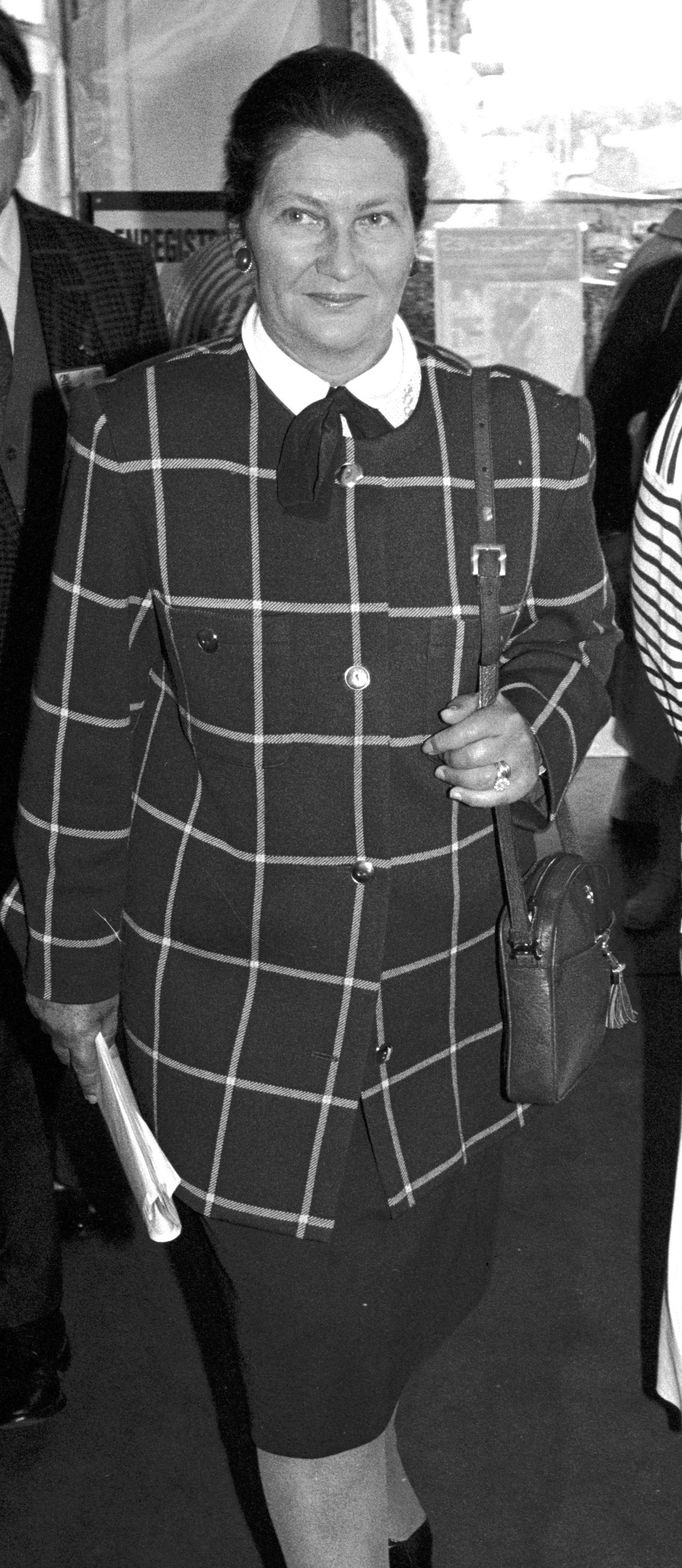
Simone Veil (1979-1982), prima președintă a Parlamentului ales prin vot direct

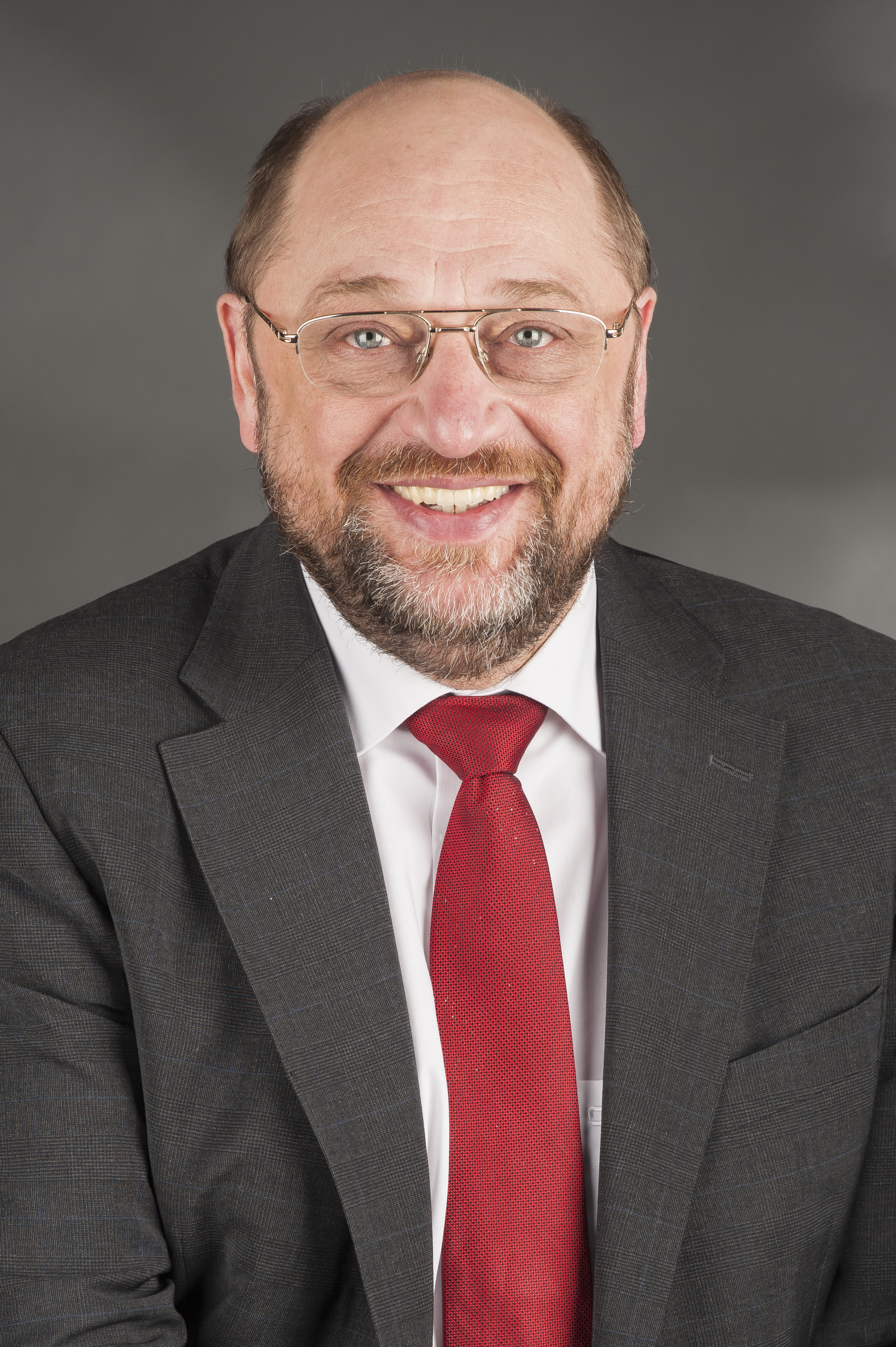
Martin Schulz (2012-2017)

| În funcție                                       | În funcție                                           | Nume                                                 | Partid                                               | Grup                                                 | Țară                                                 |
| Președinți ai "Adunării Consultative", 1952–1958 | Președinți ai "Adunării Consultative", 1952–1958     | Președinți ai "Adunării Consultative", 1952–1958     | Președinți ai "Adunării Consultative", 1952–1958     | Președinți ai "Adunării Consultative", 1952–1958     | Președinți ai "Adunării Consultative", 1952–1958     |
| ------------------------------------------------ | ---------------------------------------------------- | ---------------------------------------------------- | ---------------------------------------------------- | ---------------------------------------------------- | ---------------------------------------------------- |
| 1952–1954                                        | 1952–1954                                            | Paul-Henri Spaak                                     | BSP-PSB                                              | SOC                                                  | Belgia                                               |
| 1954 (died 19/8)                                 | 1954 (died 19/8)                                     | Alcide De Gasperi                                    | DC                                                   | CD                                                   | Italia                                               |
| 1954–1956                                        | 1954–1956                                            | Giuseppe Pella                                       | DC                                                   | CD                                                   | Italia                                               |
| 1956–1958 (1st)                                  | 1956–1958 (1st)                                      | Hans Furler                                          | CDU                                                  | CD                                                   | RFG                                                  |
| Președinți ai "Adunării Parlamentare", 1958–1962 |                                                      |                                                      |                                                      |                                                      |                                                      |
| 1958–1960                                        | 1958–1960                                            | Robert Schuman                                       | MRP                                                  | CD                                                   | Franța                                               |
| 1960–1962 (2nd)                                  | 1960–1962 (2nd)                                      | Hans Furler                                          | CDU                                                  | CD                                                   | RFG                                                  |
| Președinți ai "Parlamentului", 1962–1979         |                                                      |                                                      |                                                      |                                                      |                                                      |
| 1962–1964                                        | 1962–1964                                            | Gaetano Martino                                      | PLI                                                  | LIB                                                  | Italia                                               |
| 1964–1965                                        | 1964–1965                                            | Jean Duvieusart                                      | RW                                                   | CD                                                   | Belgia                                               |
| 1965–1966                                        | 1965–1966                                            | Victor Leemans                                       | PSC-CVP                                              | CD                                                   | Belgia                                               |
| 1966–1969                                        | 1966–1969                                            | Alain Poher                                          | MRP                                                  | CD                                                   | Franța                                               |
| 1969–1971                                        | 1969–1971                                            | Mario Scelba                                         | DC                                                   | CD                                                   | Italia                                               |
| 1971–1973                                        | 1971–1973                                            | Walter Behrendt                                      | SPD                                                  | SOC                                                  | RFG                                                  |
| 1973–1975                                        | 1973–1975                                            | Cornelis Berkhouwer                                  | VVD                                                  | LIB                                                  | Țările de Jos                                        |
| 1975–1977                                        | 1975–1977                                            | Georges Spénale                                      | PS                                                   | SOC                                                  | Franța                                               |
| 1977–1979                                        | 1977–1979                                            | Emilio Colombo                                       | DC                                                   | CD                                                   | Italia                                               |
| Termen                                           | Președinți aleși ai Parlamentului (începând cu 1979) | Președinți aleși ai Parlamentului (începând cu 1979) | Președinți aleși ai Parlamentului (începând cu 1979) | Președinți aleși ai Parlamentului (începând cu 1979) | Președinți aleși ai Parlamentului (începând cu 1979) |
| 1                                                | 1979–1982                                            | Simone Veil                                          | UDF                                                  | ELDR                                                 | Franța                                               |
| 1                                                | 1982–1984                                            | Piet Dankert                                         | PvDA                                                 | PES                                                  | Țările de Jos                                        |
| 2                                                | 1984–1987                                            | Pierre Pflimlin                                      | UDF/RPR                                              | EPP                                                  | Franța                                               |
| 2                                                | 1987–1989                                            | Charles Henry Plumb                                  | CP                                                   | ED                                                   | Regatul Unit                                         |
| 3                                                | 1989–1992                                            | Enrique Barón Crespo                                 | PSOE                                                 | PES                                                  | Spania                                               |
| 3                                                | 1992–1994                                            | Egon Klepsch                                         | CDU                                                  | EPP                                                  | Germania                                             |
| 4                                                | 1994–1997                                            | Klaus Hänsch                                         | SPD                                                  | PES                                                  | Germania                                             |
| 4                                                | 1997–1999                                            | José María Gil-Robles                                | PP                                                   | EPP                                                  | Spania                                               |
| 5                                                | 1999–2002                                            | Nicole Fontaine                                      | UMP                                                  | EPP–ED                                               | Franța                                               |
| 5                                                | 2002–2004                                            | Pat Cox                                              | PD                                                   | ELDR                                                 | Irlanda                                              |
| 6                                                | 2004–2007                                            | Josep Borrell                                        | PSOE                                                 | PES                                                  | Spania                                               |
| 6                                                | 2007–2009                                            | Hans-Gert Pöttering                                  | CDU                                                  | EPP–ED                                               | Germania                                             |
| 7                                                | 2009–2012                                            | Jerzy Buzek                                          | PO                                                   | EPP                                                  | Polonia                                              |
| 7                                                | 2012–2014                                            | Martin Schulz                                        | SPD                                                  | PES                                                  | Germania                                             |
| 8                                                | 2014–2017                                            | Martin Schulz                                        | SPD                                                  | PES                                                  | Germania                                             |
| 8                                                | 2017-2019                                            | Antonio Tajani                                       | FI                                                   | EPP                                                  | Italia                                               |
| 9                                                | 2019-2022                                            | David Sassoli                                        | PD                                                   | PES                                                  | Italia                                               |
| 9                                                | din 2022                                             | Roberta Metsola                                      | PN                                                   | EPP                                                  | Malta                                                |